# Vicente Barrantes Moreno
Vicente Barrantes Moreno (Badajoz, 24 de març de 1829 - Pozuelo de Alarcón, Madrid, 17 d'octubre de 1898) fou un poeta i bibliòfil espanyol, membre de la Reial Acadèmia Espanyola i de la Reial Acadèmia de la Història.

## Biografia
Va estudiar en el seminari de la seva ciutat natal, però la primerenca mort del seu pare en 1841 li va obligar a deixar-ho i posar-se a treballar. Va ingressar com a escrivà al Cos d'Administració Militar. Autodidacta sense titulacions acadèmiques, va arribar a posseir una formidable erudició que va aplicar sobretot a coses de la seva terra extremenya, a la que estimava profundament.
Des de 1848 va residir a Madrid dedicat al periodisme, a la poesia i als estudis històrics i bibliogràfics. El seu primer article va aparèixer en 1847 a El Guadiana de Badajoz. Redactà ell sol Las Píldoras, revista satírica que va ser prohibida pel Govern. Les seves millors cròniques periodístiques aparegueren a La Ilustración Española, a Las Novedades de Ángel Fernández de los Ríos, El Semanario Pintoresco Español, La Ilustración Católica i Los Niños, de Madrid, i a El Mundo Ilustrado, de Barcelona. Va utilitzar sovint els pseudònims Publicio i Abate Cascarrabias a la premsa, i Modesto Infante, Bachiller Clarín Brocado i Barvic per a publicar llibres.
Va ser cronista oficial d'Extremadura i va denunciar la rampinya i la destrossa que sobre el patrimoni artístic i monumental extremeny va realitzar la Desamortització de Mendizábal. Va ser amic de Fernán Caballero, amb qui va intercanviar correspondència epistolar. Va ser un dels primers a llegir i imitar Edgar Allan Poe a Espanya. En 1875 va publicar Días sin sol, que és la primera obra literària on, on s'inclou el sainet còmic "Idilio de última hora" en el que hi ha diàlegs en extremeny.
Al primer govern d'Antonio Cánovas del Castillo va ser nomenat Director General de l'Administració a les Filipines, membre del consell del governador i el seu secretari; ja tota la seva vida s'interessaria per la hispanització de l'arxipèlag. Va publicar sobre aquest tema obres com el seu Teatro tagalo (1889), on sosté que els filipins són incapaços de pensament creatiu després d'analitzar el seu teatre religiós tradicional, la qual cosa li va valer críriques de José Rizal; Apuntes interesantes sobre las Islas Filipinas que pueden ser útiles para hacer las reformas convenientes y productivas para el país y para la nación escritos por un español de larga experiencia en el país y amante del progreso (1869)
Madrid : [s.n.], 1869 (Imp. de El Pueblo) o la seva La instrucción primaria en Filipinas de 1586 a 1868; el seu pensament en aquests aspectes és colonialista; a les pàgines de la revista La España Moderna va sostenir una gran polèmica amb Fernando Blumentritt sobre la novel·la Noli me tangere.
Va ser conseller d'Instrucció Pública i acadèmic de la Reial Acadèmia de la Història (1872) i de la Reial Acadèmia de la Llengua (1876), diputat a Corts per Gata de 1858 a 1863 i senador per Càceres en les legislatures 1891-1893 i 1896-1898. El seu Diccionario de extremeños ilustres inèdit s'ha perdut. Va imprimir la Recopilación en metro del bachiller Diego Sánchez de Badajoz (Madrid: Libreria dels Bibliófilos Fernando Fé, 1882-1886) i va editar, amb pròleg i notes a quatre tintes i amb il·lustracions (litografies i una fotografia), de Lope de Vega, Soliloquios amorosos de un alma a Dios (Madrid: Imp. de Prudencio Cuartero, 1863), per a la qual utilitzà el text de l'edició que publicà a Roma, 1646, Leonardo de San José. Va traduir, d'Alexandre Dumas, El Conde de Monte-Cristo (Madrid: Murcia y Marti, 1861) i La piel de zapa de Balzac (Madrid, 1854), per al fulletó de Las Novedades.
Intentà el teatre escrivint en col·laboració amb Cándido Barrios el drama en vers i prosa Laura de Monroy, o Los dos maestres Madrid: Vicente de Lalama, 1850. La seva novel·la histórica en dos volums Juan de Padilla (Madrid, 1855-1856) va ser prohibida per l'autoritat eclesiàstica a causa dels seus passatges anticlericals, per edicte del 28 de desembre de 1857.

## Obres

### Poesia
- Baladas españolas, Madrid: Imp. de Julián Peña, (1853, segunda edición 1865 con un prólogo de Luis de Eguílaz y un artículo crítico de Agustín Bonnat). Reeditado por Gregorio Torres Nebrera, Badajoz: Carisma Libros, 1999.
- Días sin sol, (1875) poesías filosóficas; incluye una carta d'Antonio Trueba
- Epistola religiosa y social dirigida al... Fr. Zeferino González Badajoz, 1873 (José Santamaria y Navarro)
- San Pedro de Alcántara: cristiano romance en que se refiere la vida y virtudes del extático varon Madrid, 1880 (Imprenta de la V. é H. de D.E. Aguado)
- España vencedora: poesía Madrid, 1860 (imprenta y litografía de J.J. Martínez)

### Narrativa
- Juan de Padilla Madrid, t. I, 1855; t. II, 1856 (Imp. de Ramon Campuzano), novela histórica.
- Siempre tarde, Madrid, 1852 (C. González), novela original, reimpresa en Madrid (Imprenta de Alhambra y Compañía) 1862.
- La viuda de Padilla Madrid, 1857 (Impr. de Gabriel Alhambra), novela histórica.
- Narraciones extremeñas Madrid, 1873 (Imp. de J. Peña)
- Cuentos y leyendas Madrid, 1875 (P. Muñez)
- El veinteicuatro de Córdoba narración popular Córdoba, (Imp. y lib. de D. Rafael Arroyo), 1859.
- La querida del soldado, Nueva York, colección Novelas de La Crónica (1848-1851)
- Un suicidio literario. La joven España.
- La corte de los poetas. Novela histórica del año 1619.
- Don Rodrigo Calderón. Novela histórica, folletín, publicado en La Ilustración, 1851-1852.

### Teatre
- Amb Cándido Barrios, Laura de Monroy, o Los dos maestres Madrid: Vicente de Lalama, 1850.

### Sobre Extremadura
- Catálogo razonado y crítico de los libros, memorias y papeles, impresos y manuscritos, que tratan de las provincias de Extremadura, así tocante a su historia, religión y geografía, como a sus antigüedades, nobleza y hombres célebres, Madridd: Imprenta y Estereotipia de M. Rivadeneyra, 1863, 1865
- Aparato bibliográfico para la Historia de Extremadura, (Madrid: Estab. Tip. de Pedro Núñez, 1875-1877), 3 vols., reimpreso en Badajoz: Institución Pedro de Valencia, 1977 y reeditado con las notas de Barrantes a su ejemplar en Mérida, 1999.
- Índice de la Biblioteca extremeña Madrid, 1881 (Imp. de "El Mundo político")
- Barros emeritenses: estudio sobre los restos de cerámica romana: que suelen hallarse en las ruinas de Mérida Madrid, 1877 (Imp. de T. Fortanet)
- Las Jurdes y sus leyendas: conferencia leída en la Sociedad Geográfica de Madrid la noche del 1o de julio de 1890 Madrid, 1891 (Establecimiento tipográfico de Fortanet). Impresión facsímil Valladolid: Editorial Maxtor, 2001.
- Nota final sobre Las Jurdes (S.l.: s.n., 1893)
- La Virgen de Guadalupe y las mujeres extremeñas Badajoz: La Económica, s. a. (tip. de Rodriguez y compañía)

### Sobre Filipines
- La instrucción primaria en Filipinas de 1586 a 1868 (sin año, sin cuna de imprenta, en la página 8 se dice 1869)
- Apuntes interesantes sobre las Islas Filipinas que pueden ser útiles para hacer las reformas convenientes y productivas para el país y para la nación escritos por un español de larga experiencia en el país y amante del progreso Madrid, 1869 (Imp. de El Pueblo)
- El teatro tagalo Madrid, 1889 (Tip. de Manuel G. Hernandez)
- Guerras piráticas de Filipinas: contra mindanaos y joloanos Madrid, 1878 (Imp. de Manuel G. Hernandez). Reimpreso en 2004.

### Altres assaigs i escrits
- La joven España: folleto dedicado á la Asamblea Constituyente Madrid: Libr. de Cuesta, 1854 (Imp. de Julian Peña)
- Viaje electoral, hecho con la bolsa a cuestas y el cuerpo molido á palos, por Barvic á los infiernos del sufragio universal Madrid, 1872 (Imp. Viuda e hijos de Galiano)
- Plutarco de los niños: libro de lectura para las escuelas de instrucción primaria, Madrid: 1857 (Imprenta de Julián Peña); Madrid, 1861 (Establecimiento lito-tipográfico de J.J. Martínez); Manila, 1868 (Imp. de Ramírez y Giraudier), declarado libro de lectura para las escuelas de instrucción primaria de niños y niñas; Madrid, 1876 (Tip. de G. Estrada, Ca); Madrid: Establecimiento tipográfico de P. Nuñez, 1876, 1877 y 1882; y Madrid: Librería de la Viuda de Hernando y C.ia, 1890 y 1896.
- Discurso leído ante la Academia de la historia en su pública instalación en la casa del nuevo legado por el Excmo. Sr. Vicente Barrantes... el 21 de junio de 1874 Madrid: Academia de la Historia, 1874 (Imp. de José Rodriguez).
- La línea recta: carta a S.A. el Regente de España Madrid, 1869 (imprenta de los señores Rojas)
- Cursos seguidos en la Universidad de la Vida Madrid, 1867 (Imp. de E. Aguado)